# Osiedle Ryszki (Chorzów)

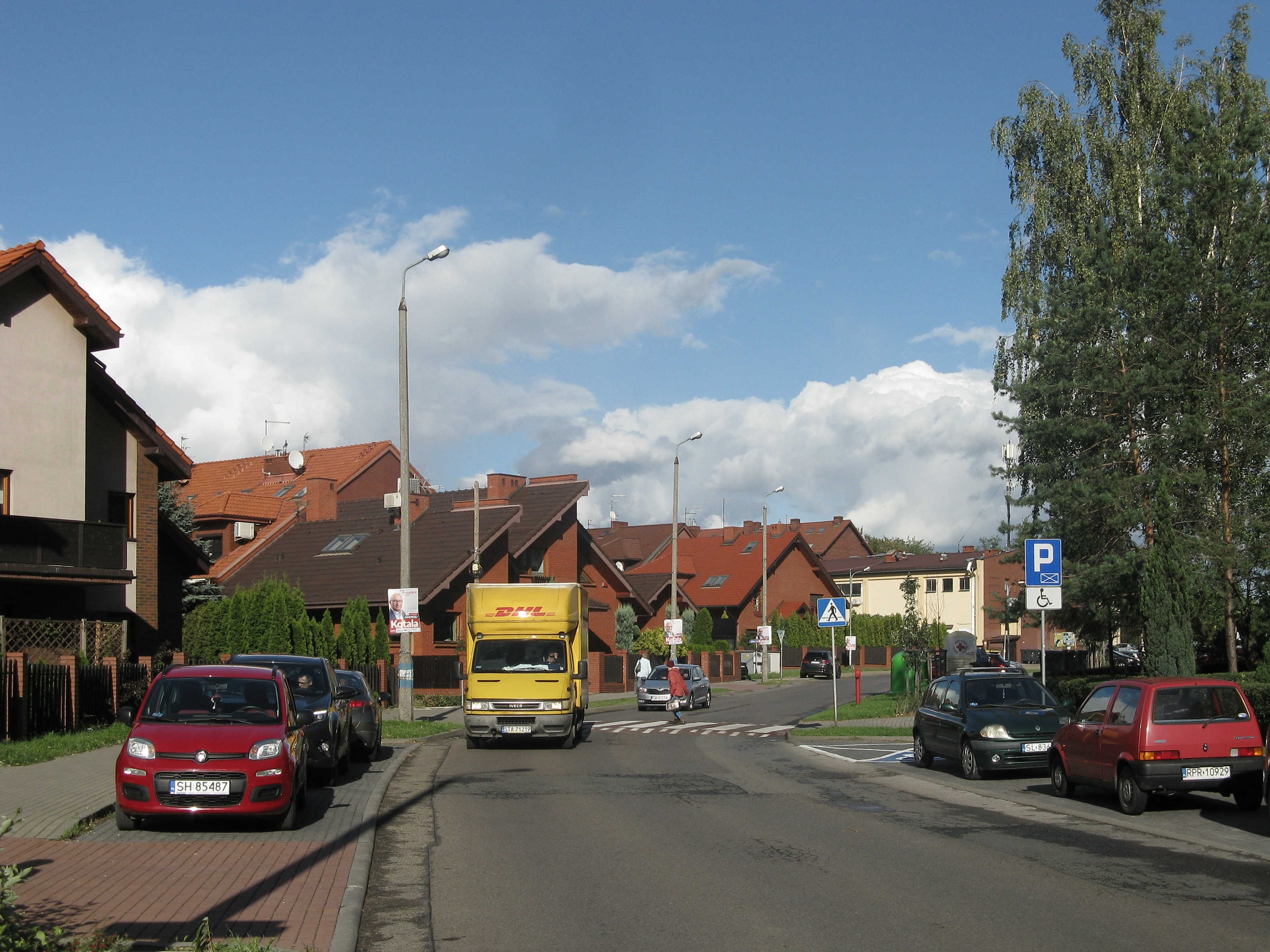
Ulica Józefa Ryszki w Chorzowie, z lewej zabudowa przy ulicy Rajnholda Domina (2018)

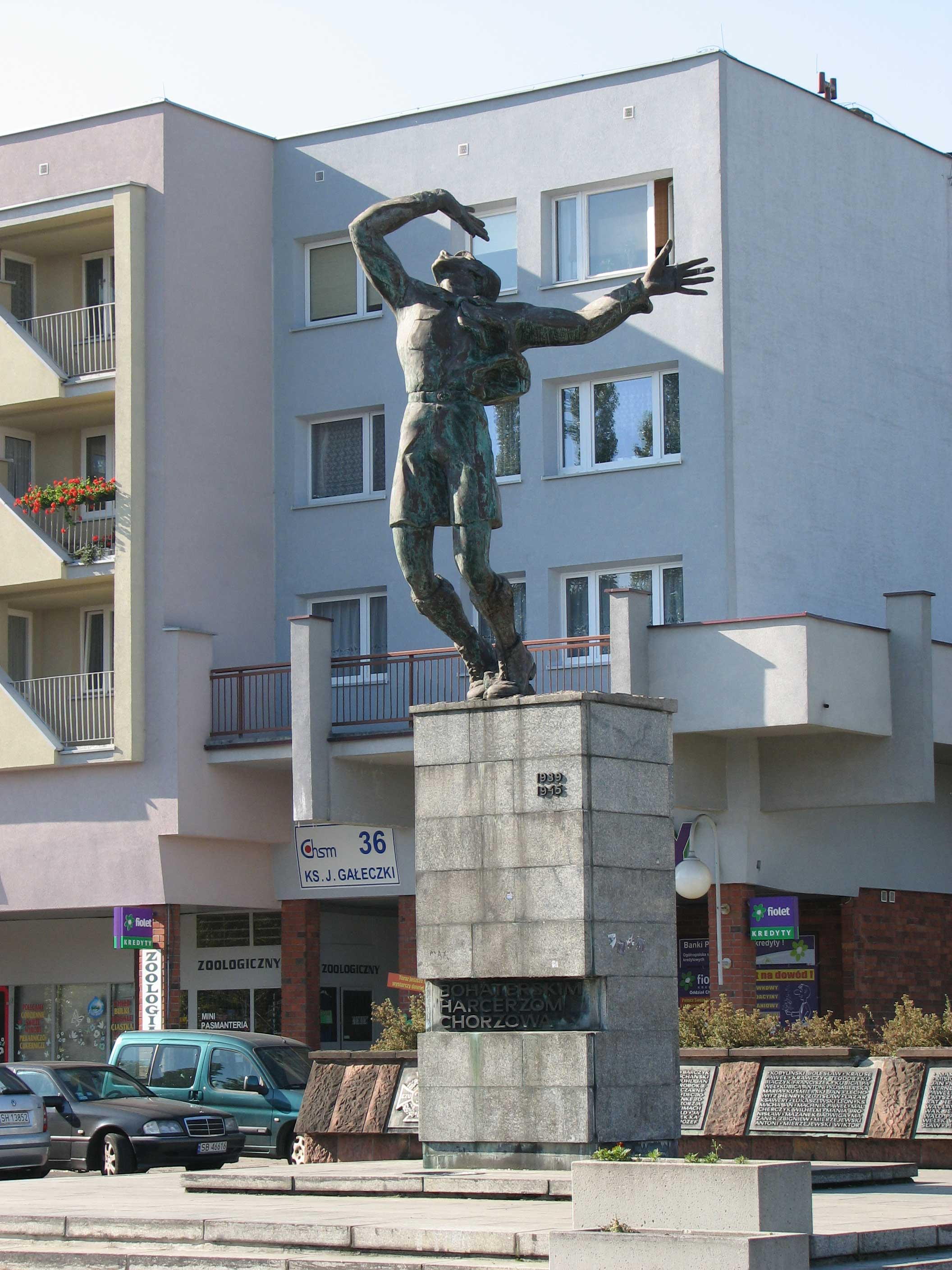
Pomnik Bohaterskim harcerzom Chorzowa 1939–1945 projektu Gerarda Grzywaczyka przy ul. ks. Jana Gałeczki (2007)

Osiedle Ryszki w Chorzowie − znajduje się na południe od Parku Róż, na zachód od ul. Gałeczki. Większa jego część stanowi północną część Klimzowca (oprócz domów przy ul. Piaskowej i nowych bloków w północno-wschodniej części ul. Ryszki).

## Historia
Najstarsze budynki zostały wybudowane na początku XX wieku przy ul. Piaskowej. Na przełomie lat 60. i 70. XX wieku na terenie ogródków działkowych znajdujących się na północ od ul. Hajduckiej, Chorzowska Spółdzielnia Mieszkaniowa rozpoczęła budowę domów mieszkalnych. Jednym z pierwszych był tzw. falowiec ciągnący się wzdłuż ul. Ryszki. Kolejnymi były dwa budynki wysokościowe na południowo-zachodnim krańcu osiedla ukończone w 1985 roku. 1 września 1987 roku oddano do użytku szkołę podstawową. W latach 90. XX wieku wybudowano niskie budynki po północnej stronie ul. Ryszki. Na przełomie XX i XXI wieku wybudowano domy w zabudowie szeregowej przy ulicach Grządziela i Domina oraz niskiej wielorodzinnej przy ul. Gałeczki.

## Układ osiedla
Główną ulicą na osiedlu jest ul. Ryszki biegnąca od ul. Hajduckiej w kierunku północno-wschodnim, aż do ul. Gałeczki. W południowej części osiedla znajduje się szkoła podstawowa i gimnazjum wraz z boiskami oraz pawilony handlowo-usługowe i przychodnia zdrowia. W środkowej części osiedla znajduje się przedszkole i place zabaw. W północnej części osiedla znajduje się pawilon handlowy, biblioteka i skwer z pomnikiem pamięci harcerzy.

## Parafie
Dekretem ustalającym granice między parafiami Św. Antoniego i Św. Franciszka w Chorzowie z dnia 28 września 1999 roku domy leżące przy ul. Ryszki należą do parafii Św. Franciszka, natomiast wszystkie budynki leżące na północ od ul. Ryszki do parafii Św. Antoniego.

## Komunikacja
Przez osiedle nie przebiegają linie komunikacyjne. Do osiedla można dostać się tramwajami zatrzymującymi się na przystanku Chorzów Ogródki działkowe oraz autobusami kursującymi ulicami Gałeczki i Hajducką (Przystanek Klimzowiec Hajducka).